# Królestwo Desmond
Desmond (irl. Deas Mumhain)  – nieistniejące historyczne królestwo w Irlandii. Znajdowało się ono w południowo-zachodniej części prowincji Munster.
Od 1329 roku królestwem rządził ród Fitzgerald, pochodzenia normańskiego, jednak silnie zirlandyzowany. W XVI wieku ród Fitzgerald stawiał czynny opór ekspansji angielskiej, przewodząc pierwszemu i drugiemu powstaniu Desmondów. Wraz z klęską drugiego powstania ród Fitzgerald utracił władzę w królestwie.
W roku 1606 królestwo Desmond zostało podzielone pomiędzy hrabstwa Cork i Kerry.